# Tri Alpha Energy
Tri Alpha Energy, Inc. (TAE) es una empresa estadounidense con sede en Foothill Ranch, California, creada para el desarrollo de la energía de fusión aneutrónica. La compañía fue fundada en 1998, y es apoyada por el capital privado. Han propuesto un diseño único conocido como el reactor de fusión de haz de colisión, o (CBFR en inglés) para abreviar, que combina características de otros conceptos de fusión de una manera única.
Tri Alpha Energy operó como una compañía de sigilo durante muchos años, absteniéndose de lanzar su sitio web hasta 2015. La compañía no discutió generalmente progreso ni ninguna producción comercial del horario. Sin embargo, ha registrado y renovado varias patentes. Publica regularmente resultados teóricos y experimentales en revistas académicas con más de 150 publicaciones y carteles en conferencias científicas en los últimos cinco años. TAE tiene una biblioteca de investigación que alberga estos artículos en su sitio web.

## Organización
Hasta 2014, se dice que TAE tiene más de 150 empleados y recaudó más de $ 150 millones, mucho más que cualquier otra compañía privada de investigación de energía de fusión o la gran mayoría de los programas gubernamentales federales de fusión de laboratorio y universidad. El principal financiamiento ha venido de Goldman Sachs y capitalistas de riesgo como Vulcan Inc. de Paul Allen, Venrock de Rockefeller, New Enterprise Associates de Richard Kramlich, el Gobierno de Rusia, a través de la sociedad anónima Rusnano, invertido en Tri Alpha Energy en octubre de 2012, y Anatoly Chubais, Rusnano CEO, se convirtió en miembro del consejo.

## Proyectos

### C-2
TAE ha realizado varios experimentos en el dispositivo toroidal más grande del mundo llamado "C-2". Los resultados comenzaron a ser publicados regularmente en 2010, con documentos que incluían a 60 autores. Los resultados de C-2 mostraron temperaturas de ion pico de 400 voltios de electrones (5 millones de grados Celsius), temperaturas electrónicas de 150 voltios de electrones, densidades de plasma de 1E-19 m-3 y 1E9 neutrones de fusión por segundo durante 3 milisegundos.

### C-2U y C-2W
En Marcha 2015, el upgraded C-2U con vigas que predisponen borde mostró una mejora de 10 pliegues en lifetime, con FRCs calentó a 10 millones de grados Celsius y duraderos 5 milisegundos sin señal de decadencia. El C-2U funciones por despedir dos donut shaped plasmas en cada otro en 1 millones de kilómetros por hora, el resultado es un cigarro -shaped FRC  tanto como 3 metros mucho tiempo y 40 centímetros a través de. El plasma estuvo controlado con los campos magnéticos generaron por electrodos e imanes en cada fin del tubo. El upgraded sistema de viga de la partícula proporcionó 10 megawatts de poder.

### Cooperación rusa
El Instituto Budker de Física Nuclear, en Novosibirsk, construyó un poderoso inyector de plasma, embarcado a fines del 2013 al centro de investigación de TAE.El dispositivo produce un haz neutro en el rango de 5 a 20 MW, e inyecta energía dentro del reactor para transferirlo al plasma de fusión..

### CBFR-SPS
El CBFR-SPS es un reactor de clase de 100 MW, con configuración de campo magnético invertido (FRC), concepto de cohete de fusión aneutrónica. El reactor es alimentado por una mezcla de iones energéticos de hidrógeno y boro (p-11B). Los productos de fusión son iones de helio (partículas α) expulsados axialmente del sistema. Las partículas α que fluyen en una dirección se desaceleran y su energía se convierte directamente en energía para el sistema; Y las partículas expulsadas en la dirección opuesta proporcionan empuje. Puesto que los productos de fusión son partículas cargadas y no liberan neutrones, el sistema no requiere el uso de un blindaje masivo de radiación.